# Żużel (wieś)
Żużel (od 1951 Żużelany, ukr. Жужеляни) – wieś na Ukrainie, w rejonie szeptyckim obwodu lwowskiego. Wieś liczy niecałe 700 mieszkańców. Położona nad rzeką Sołokiją i jej nieznacznymi dopływami.. Do 2020 w rejonie sokalskim.
Znajduje się tu przystanek kolejowy Żużelany, położony na linii Rawa Ruska – Czerwonogród (Krystynopol).
W II Rzeczypospolitej do 1934 samodzielna gmina jednostkowa. Następnie należała do zbiorowej wiejskiej gminy Bełz w powiecie sokalskim w woj. lwowskim. Po wojnie wieś weszła w skład powiatu hrubieszowskiego w woj. lubelskim. W 1951 roku wieś wraz z większą częścią gminy Bełz (którą równocześnie przekształcono w gminę Chłopiatyn) została przyłączona do Związku Radzieckiego w ramach umowy o zamianie granic z 1951 roku.